# Gliwice Arena
Az Arena Gliwice egy többcélú beltéri aréna Gliwicében, Lengyelországban. 13 384 ülőhelyet biztosít a standokon (17 178 néző számára a főpályán), és az ország egyik legnagyobb szórakoztató- és sportcsarnoka.
Kezdetben a helyszín a Podium Hall nevet viselte, amelyet később Hala Gliwice-re változtattak. A 2018. májusi megnyitása óta pedig az előbbi nevet használják, emellett nemzetközi események alkalmával az Arena Gliwice nevet használják.

## Építés
A csarnok építése 2013-ban kezdődött a korábbi stadion lebontása után. Kezdetben a város az Európai Unió pénzügyi támogatására számított, de az elutasítás után úgy döntöttek, hogy az építést a város költségvetéséből finanszírozzák. Az eredetileg tervezett építési költségek 321 millió PLN-t tettek ki, és az építés 2015 közepén készült volna el. A 2017-es gliwicei költségvetésnek végrehajtásáról szóló jelentés szerint a beruházás végrehajtásának teljes költsége 2017–2018-ban 420,4 millió PLN volt, 31% -kal magasabb, mint az eredetileg feltételezett összeg. 
A Gliwice Arena kétszintes parkolóval rendelkezik, amelynek felső szintje rendezvények és szabadtéri kiállítások szervezésére is alkalmas. A parkoló 800 férőhelyes. A létesítmény megfelel a fogyatékkal élők igényeinek. 72 hely áll rendelkezésre számukra (36 hely a kerekesszékes felhasználók számára és 36 a kísérő személyek számára), minden olyan ágazatban és helyszínen, amelyek garantálják a jó láthatóságot. A főpálya egy edzőterem és fitneszépület mellett van. Az épületben Európa legmagasabb hegymászófala és egy színpadi felfüggesztési rendszer került beépítésre.

## Események
Az első rendezvény, amely az arénában történt, egy női futam volt, amely a Bieg Kobiet Zawsze Pier(w)si sífutó esemény részeként zajlott. A rendezvényen, amely 2018. május 6-án került megrendezésre, egy csomó nő futott át a csarnok fő részén. Ez a verseny az emlőrák elleni küzdelemre szervezett rendezvény része volt. A hivatalos nyitási napokat 2018. május 12-én és 13-án rendezték meg, május 30-án pedig Armin van Buuren koncertjével avatták fel az arénát.
2019. március 6-án az Európai Műsorsugárzók Uniója (EBU) és a lengyel műsorszolgáltató, a Telewizja Polska (TVP) bejelentette, hogy az arénában kerül megrendezésre a 2019-es Junior Eurovíziós Dalfesztivál, amely 2019. november 24-én tartottak. Ez volt az első alkalom, hogy Lengyelország adott otthont az eseménynek.

### Sportesemények
- 2020-as Férfi kézilabda-Európa-bajnokság (selejtező)
- 2022-es női röplabda-világbajnokság
- 2022-es férfi röplabda-világbajnokság
- 2023-as férfi kézilabda-világbajnokság

### Koncertek
| Koncertek a Gliwice Arénában | Koncertek a Gliwice Arénában | Koncertek a Gliwice Arénában | Koncertek a Gliwice Arénában |
| Dátum                        | Előadó                       | Túra                         | Részvétel                    |
| ---------------------------- | ---------------------------- | ---------------------------- | ---------------------------- |
| 2018. május 31.              | Armin van Buuren             | A State of Trance 850        |                              |
| 2019. június 4.              | Slayer                       | Slayer Farewell Tour         |                              |
| 2019. július 21.             | Scorpions                    | Crazy World Tour             |                              |

## Külső linkek
- Hivatalos weboldal